# Stazione di Santeramo in Colle
Stazione di Santeramo in Colle egy 2016-ban bezárt vasútállomás Olaszországban, Santeramo in Colle településen.

## Vasútvonalak
Az állomást az alábbi vasútvonalak érintik:
- Rocchetta Sant'Antonio-Gioia del Colle-vasútvonal

## Kapcsolódó állomások
A vasútállomáshoz az alábbi állomások vannak a legközelebb:
- Stazione di Casal Sabini
- Stazione di Bellarosa